# Handlungskosten
Die Handlungskosten sind im Rechnungswesen jene Kosten, welche in Handelsunternehmen anfallen, um Handelsleistungen zu erbringen.   Die Handlungskosten sind ein traditioneller Begriff aus der Handelsbetriebslehre. Ihr Begründer, der Betriebswirt Rudolf Seyffert, verstand darunter die Differenz zwischen Einstandspreis und Selbstkostenpreis, so dass sich das folgende Kalkulationsschema ergibt:
```
   
Einkaufspreis
                   
   + 
Bezugskosten

   = 
Einstandspreis

   + Handlungskosten 
   = 
Selbstkostenpreis

   + Gewinnzuschlag 
   = 
Barverkaufspreis
```

Die Kosten eines Handelsunternehmens werden im Rahmen der Handelskalkulation traditionell in die Kategorien Einstandspreis und Handlungskosten untergliedert. Dabei sind die Handlungskosten als Gesamtkosten zu verstehen, die durch die Ausübung der Handelsfunktion entstehen. Im Einzelhandel entfällt der größte Anteil der Handlungskosten auf die Personalkosten und Raumkosten.
Da im Handel keine Weiterverarbeitung erfolgt, entfällt die in Produktionsbetrieben zentrale Kostenart der Herstellkosten.

## Arten
Die Handlungskosten setzen sich zusammen aus:
- Kosten der Angebotszusammenstellung (z. B. Suchen und Finden möglicherweise nachgefragter Artikel),
- Raumkosten (Mietpreis der Verkaufsräume im stationären Handel, Verkaufswagen im mobilen Handel oder Webspace im elektronischen Handel),
- Lagerkosten (Lagerfläche, Lagerverwaltung und Lagergut)
- Personalkosten (z. B. in der Regalbestückung, der Versandlogistik oder der Verkaufsberatung) sowie diesbezügliche Nebenkosten (Urlaub, Krankheit, Weiterbildung usw.),
- Werbekosten (z. B. Prospekte, Werbebanner),
- Verpackungskosten (Neu- oder Umverpacken von Waren),
- Abschreibungen,
- Verwaltungskosten,
- Steuern und sonstige Gebühren.

Die Handlungskosten sind entweder als Einzelkosten dem Kostenträger direkt zurechenbar („besondere Handlungskosten“) oder müssen anteilig berechnet und als Gemeinkosten („allgemeine Handlungskosten“) umgelegt werden.

## Berechnung
Alle addierten Kostenarten ergeben als Summe die Handlungskosten. Diese führen zur betriebswirtschaftlichen Kennzahl des Handlungskostenzuschlages:
{\displaystyle {\text{Handlungskostenzuschlag}}={\frac {\text{Handlungskosten}}{\text{Wareneinsatz}}}\cdot 100\,\%}
Der Handlungskostenzuschlag drückt aus, welcher prozentuale Aufschlag auf den Einstandspreis notwendig ist, um den Selbstkostenpreis zu ermitteln.

## Betriebswirtschaftliche Aspekte
Eine Veränderung der Lagerumschlagshäufigkeit wirkt sich auf die Handlungskosten aus. Beruht die Zunahme der Lagerumschlagshäufigkeit auf einer Umsatzerhöhung (bei konstantem Lagerbestand), so führt dies zu einer Degression der Fixkosten („allgemeine Handlungskosten“), so dass die Handlungskosten letztlich sinken. Für Robert Nieschlag verlor der Anteil der Handlungskosten an der verkauften Ware an Bedeutung, „je mehr Wareneinheiten in den Betrieb eintreten und ihn wieder verlassen“. Hiermit umschrieb er die Lagerumschlagshäufigkeit. Liegt jedoch die Ursache der Erhöhung der Lagerumschlagshäufigkeit in einem Lagerabbau, werden die fixen Handlungskosten hiervon nicht berührt; es erfolgt lediglich eine Kapitalfreisetzung.

## Handlungskosten im Einzelhandel
Im Jahre 2011 erreichten die Handlungskosten (in % des Bruttoumsatzes) im Schuheinzelhandel 39,2 %, gefolgt vom Textileinzelhandel (36,9 %), Uhren- und Schmuckeinzelhandel (32,9 %) oder Sortimentsbuchhandel (32,7 %). 